# Anita Berber
Anita Berber (n. 10 iunie 1899, Leipzig, Imperiul German – d. 10 noiembrie 1928, Berlin, Republica de la Weimar) a fost o dansatoare, actriță și scriitoare germană. A fost subiectul unui  tablou al pictorului Otto Dix. A trăit în perioada Republicii de la vWeimar. 

## Căsătorii
În 1919, Berber a încheiat o căsătorie de conveniență cu un bărbat cu numele Nathusius. Ulterior l-a părăsit pentru a avea  o relație cu o femeie pe nume Susi Wanowski.
A doua căsătorie a lui Berber, în 1922, a fost cu Sebastian Droste. Aceasta a durat până în 1923. În 1925, s-a căsătorit cu un dansator american gay pe nume Henri Châtin Hofmann . 

## Filmografie selectată
- The Story of Dida Ibsen (1918)
- Unheimliche Geschichten (1919)

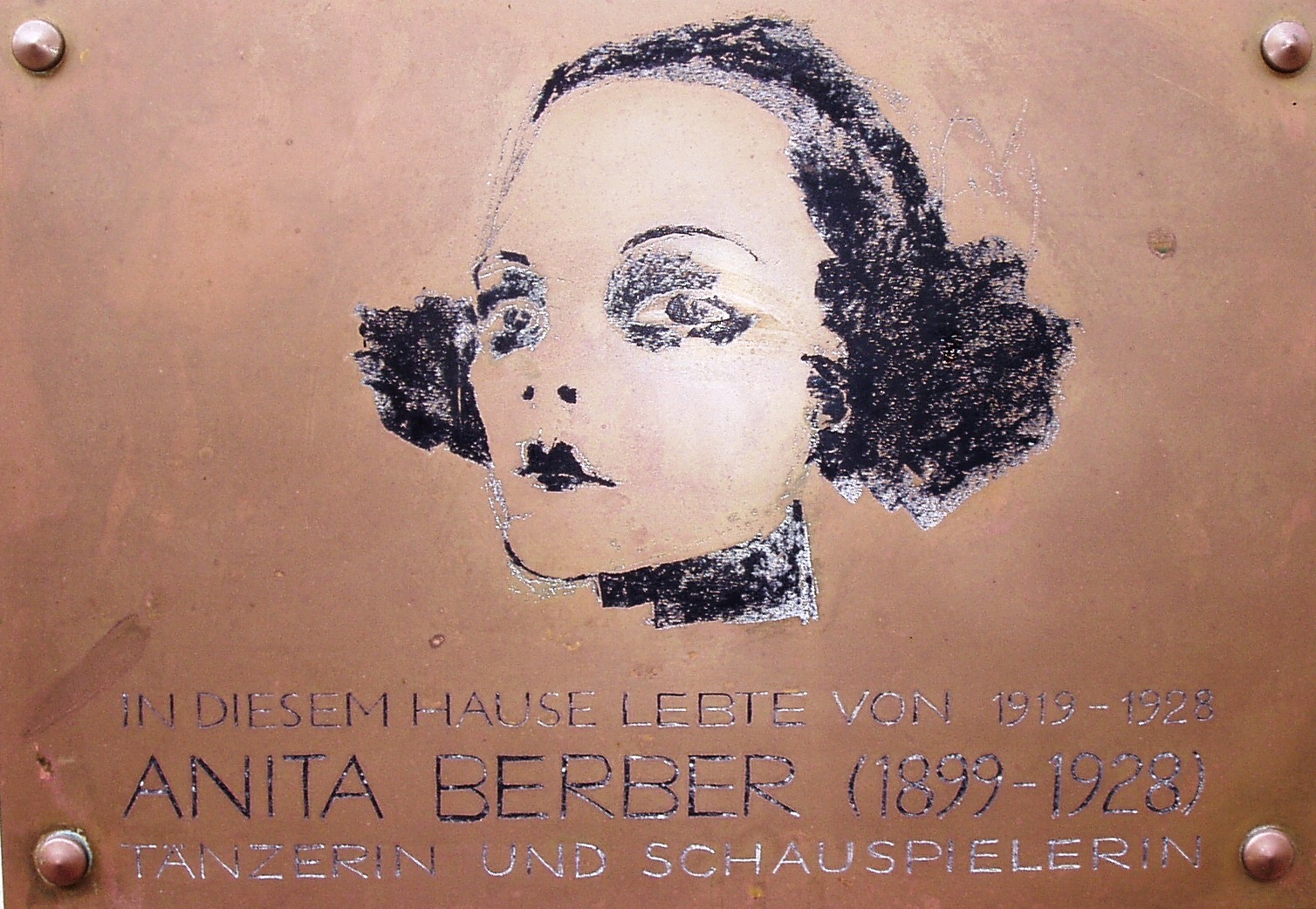
O placă în afara fostei case a lui Berber din Berlin.

- Around the World in Eighty Days (1919)
- Different from the Others (1919)
- Prostitution (1919)
- The Skull of Pharaoh's Daughter (1920)
- The Hustler (1920)
- Figures of the Night (1920)
- The Count of Cagliostro (1920)
- The Golden Plague (1921)
- Circus People (1922)
- Lucrezia Borgia (1922)
- The Three Marys (1923)
- Vienna, City of Song (1923)
- A Waltz by Strauss (1925)

## În cultura populară
- Un film din 1987 al lui Rosa von Praunheim, Anita - Tänze des Lasters   se concentrează asupra vieții sale. [12]
- Trupa Death in Vegas a numit o melodie după ea, aceasta se află pe albumul Satan's Circus. Este frecvent utilizată în emisiunea radio NPR This American Life.